# Dent de Cons
La dent de Cons est un sommet préalpin de 2 063 mètres d'altitude situé en bordure est du massif des Bauges, à cheval sur les départements de la Savoie et de la Haute-Savoie (région Auvergne-Rhône-Alpes), entre les communes de Faverges-Seythenex (ouest), Val de Chaise (nord), Marthod (nord-est) et Mercury (sud).

## Toponymie
Son nom fait référence à l'ancienne commune de Cons-Sainte-Colombe dont il dépend sur le versant nord-ouest.

## Géographie
C'est le point culminant d'un chaînon isolé du reste du massif des Bauges, dont il est séparé par le val de Tamié à l'ouest. Ce chaînon prolonge la chaîne des Aravis au sud de la cluse de Marlens, face au Beaufortain dont il est séparé à l'est par la basse vallée de l'Arly jusqu'à son débouché à Albertville dans la combe de Savoie. La pointe sud du chaînon culmine à la Belle Étoile (1 841 mètres) dont il est séparé par le col de l'Alpettaz.

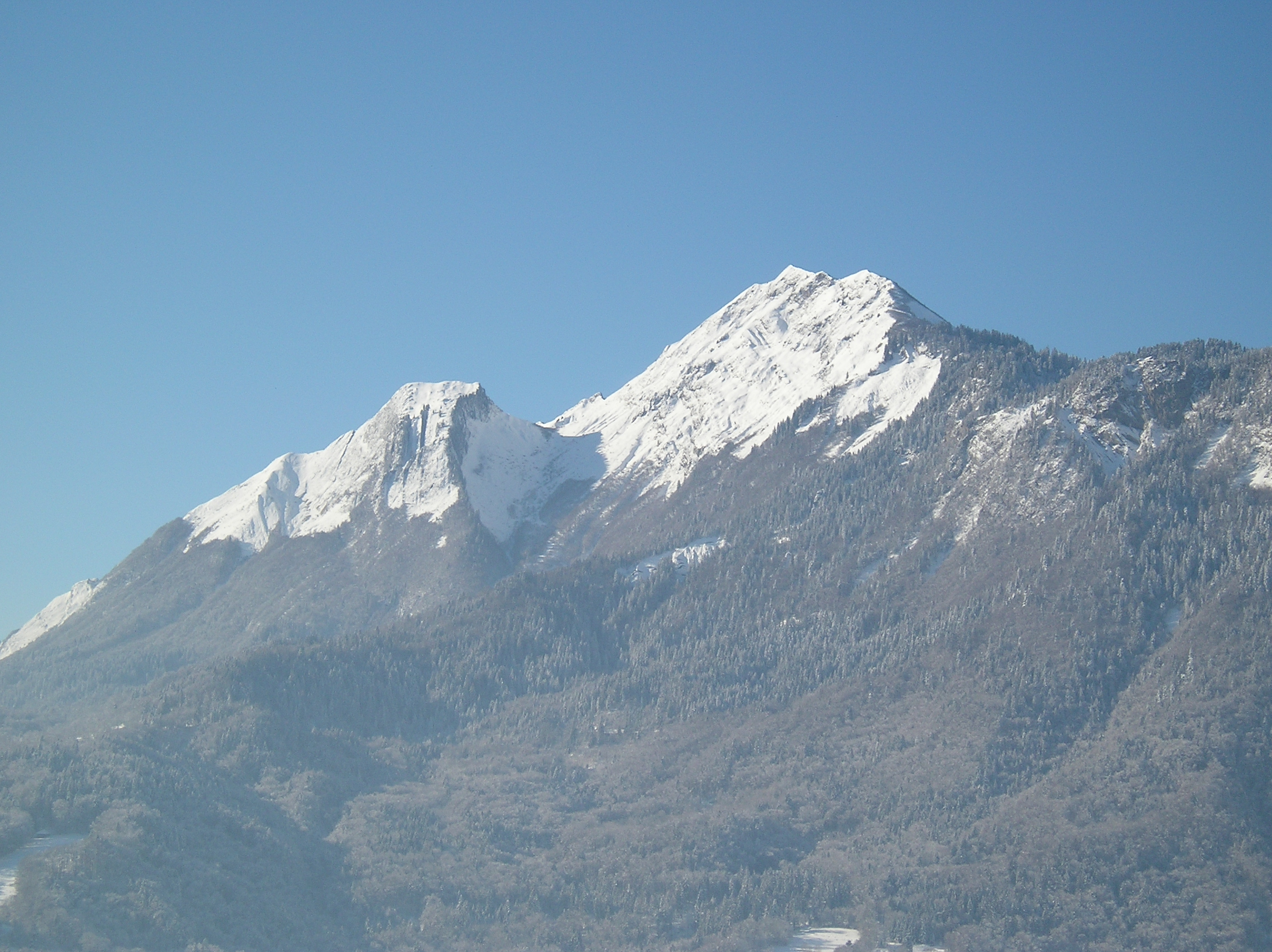
La dent de Cons et la pointe de la Sellive (sous le sommet) enneigées, vues depuis le hameau du Mont-Dessus à Ugine au nord-est.

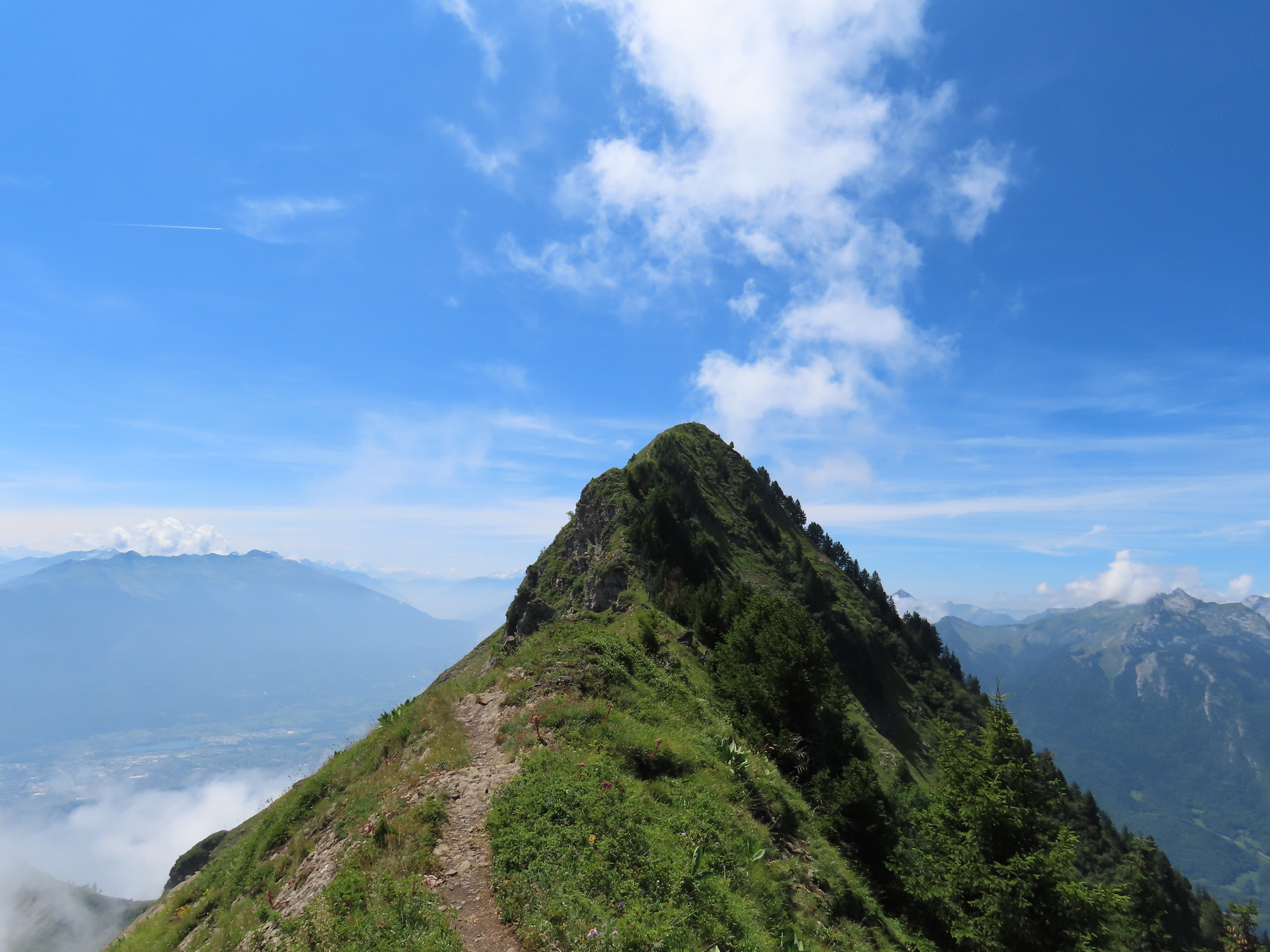
Le sommet de la dent de Cons depuis le rocher Prani au nord-est.